# Joachim Rothmann
Joachim Rothmann, né le 29 juin 2000 à Roskilde au Danemark, est un footballeur danois qui évolue au poste de attaquant au Kolding IF.

## Biographie

### En club
Né à Roskilde au Danemark, Joachim Rothmann est formé au FC Nordsjælland, où il est considéré comme l'un des éléments offensifs les plus prometteurs du club. Joachim Rothmann fait ses débuts professionnels le 5 décembre 2018, il jouant son premier match lors d'une rencontre de coupe du Danemark face au Vendsyssel FF. Il entre en jeu à la place de Mads Pedersen et son équipe perd le match un but à zéro. Cinq jours plus tard il joue son premier match en Superligaen face à l'AGF Aarhus. Il entre à nouveau en jeu à la place de Mads Pedersen et son équipe remporte la rencontre (1-0). Le 9 janvier 2019 est annoncé la signature de son premier contrat professionnel, et qu'il sera intégré définitivement à l'équipe première à l'été 2019.
Il inscrit son premier but en professionnel le 8 octobre 2020, lors d'une rencontre de coupe du Danemark contre le FC Graesroedderne. Il est titulaire ce jour-là et son équipe s'impose par cinq buts à un.
Le 12 mai 2021, après avoir prolongé son contrat avec son club formateur il est prêté au Tromsø IL, en Norvège. Il joue son premier match pour Tromsø le 27 mai suivant, lors d'une rencontre de championnat contre le Strømsgodset IF (1-1 score final).
Rappelé par Nordsjælland après un prêt non convaincant au Tromsø IL, Rothmann est de nouveau prêté le 28 août 2021, cette fois au HB Køge pour une saison. 
Titulaire lors de son premier match le 29 août 2021 face au Vendsyssel FF, en championnat, Rothmann se fait remarquer en inscrivant son premier but pour le club. Il ouvre le score de la tête mais les deux équipes se neutralisent ce jour-là (2-2 score final).
En fin de contrat avec Nordsjælland, Rothmann s'engage librement et définitivement avec le HB Køge le 16 juin 2022.
Le 28 février 2025, Joachim Rothmann rejoint le Kolding IF librement pour un contrat de quelques mois, jusqu'à la fin de la saison.

### En sélection nationale
Joachim Rothmann compte neuf sélections pour un but avec l'équipe du Danemark des moins de 17 ans.